# Sheringham
Sheringham este un oraș în comitatul Norfolk, regiunea East, Anglia. Orașul se află în districtul North Norfolk.

## Oraș în cadrul districtului
- Beeston Regis
- Cromer